# Bob Hyland
Bob Hyland é um ex-jogador profissional de futebol americano estadunidense.

## Carreira
Bob Hyland foi campeão do Super Bowl II jogando pelo Green Bay Packers.